# Веновский, Пётр Федотович
Пётр Федотович Веновский — советский хозяйственный, государственный и политический деятель.

## Биография
Родился в 1903 году в Ржеве. Член КПСС.
С 1918 года — на хозяйственной, общественной и политической работе. В 1918—1955 гг. — рабочий железнодорожных мастерских, помощник машиниста, машинист паровоза Ржевского паровозного депо Калининской железной дороги.
Помимо высоких достижений в перевозке грузов был известен тем, что в 1943 году был машинистом поезда, на котором Верховный Главнокомандующий Иосиф Сталин совершил поездку с фронта из Калининской области.
Избирался депутатом Верховного Совета СССР 1-го созыва. Делегат 18-го съезда ВКП(б).
Умер в Ржеве в 1978 году.